# Elin Gradin
Elin Birgitta Gradin, född 11 mars 1977 i Arbrå, Hälsingland, Gävleborgs län, är en svensk skådespelerska.

## Biografi

### Privatliv
Gradin är utbildad på skådespelarlinjen på Katrinebergs folkhögskola och har också studerat The Full-Time Acting Program på Lee Strasberg Theatre Institute i New York City.[källa behövs]

### Karriär
Gradin medverkade 1999 i filmen Happy End och året därpå i filmen Hobby.
År 2002 grundade hon Pelikanteatern tillsammans med Åsa Björklund och Ulrica Flach. Gradin medverkade 2005 i Scen nr: 6882 ur mitt liv och 2006 i Weekend. Åren 2007–2008 spelade hon pigan Clara i Krister Claessons fars Hemsöborna – Väldigt fritt efter August Strindberg tillsammans med svensk buskis-elit, som Jojje Jönsson, Siw Carlsson, Gösta Jansson och Claes Månsson.
År 2011 spelade hon chauffören Bob när Svarte Orm sattes upp på Intiman med David Batra i rollen som Kapten Blackadder. Samma år medverkade hon i filmen Ispärla.
Hon har också bland annat medverkat i Sjätte dagen. Vidare har hon medverkat i bland annat Fröken Julie på Teater Boudoir Intim i Falkenberg.